# جان هوري

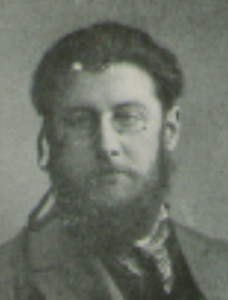
جان هوري

جان لويس شارل هوريه ولد17 سبتمبر 1877 وتوفي27 يناير 1930 كان ملحنًا وعازف أرغن فرنسيًا.وعلى الرغم من أنه تلقى تعليمه في الموسيقى في دير في أنجيه إلا أنه كان يدرس نفسه بنفسه في الغالب.

## حياة
ولد في جيان ،لوار،درس هيوري الأنثروبولوجيا والتأليف والارتجال وموسيقى العصور الوسطى في مدرسة سان موريل في أنجيه وعمل كعازف أرغن في كاتدرائية المدينة. في عام 1895 إنتقل إلى باريس حيث نصحه تشارلز ماري ويدور وتشارلز كوشلين بالدراسة في المعهد الموسيقي وفضل هوري أن يعيش حياة مستقلة.

## روابط خارجية
- أعمال جان هوريه في مشروع مكتبة الموسيقى الدولية .